# شهرستان لوگان (آرکانزاس)
شهرستان لوگان، آرکانزاس (به انگلیسی: Logan County, Arkansas) شهرستانی در ایالات متحده آمریکا است که در آرکانزاس واقع شده‌است.

## خصوصیات
شهرستان لوگان ۱٬۸۹۵٫۸۸ کیلومترمربع مساحت دارد.